# Pukwana
Pukwana ist ein Dorf im Süden des US-Bundesstaates South Dakota im Brule County. Das U.S. Census Bureau hat bei der Volkszählung 2020 eine Einwohnerzahl von 233 ermittelt. Pukwana hat eine Fläche von 2,0 km², von denen 0 km² Wasserfläche ist.

## Sozio-demographische Daten
Das durchschnittliche Einkommen eines Haushalts liegt bei 27.500 USD, das durchschnittliche Einkommen einer Familie bei 31.667 USD. Männer haben ein durchschnittliches Einkommen von 24.375 USD gegenüber den Frauen mit durchschnittlich 15.208 USD. Das Pro-Kopf-Einkommen liegt bei 11.978 USD. 5,6 % der Einwohner und 12,1 % der Familien leben unterhalb der Armutsgrenze. 17,5 % der Einwohner sind unter 18 Jahre alt und auf 100 Frauen ab 18 Jahren kommen statistisch 96,2 Männer. Das Durchschnittsalter beträgt 36 Jahre (Stand: 2000).